# Alexander Schleicher ASK 23
Dimensions
Le Schleicher ASK 23 est un planeur monoplace de classe Club qui est fabriqué par la société Alexander Schleicher.

## Histoire
Il est le dernier planeur conçu par Rudolf Kaiser. C'est un planeur qui a la particularité d'être docile à prendre en main.
Successeur du Ka-8 et de l'ASK-18, c'est la version monoplace de l'ASK-21 avec un cockpit similaire.
Il est principalement construit en fibre de verre et nid d'abeille.
Il n'est pas équipé de volets de courbure, mais a une roulette de nez, un train d'atterrissage fixe et un patin de queue (ou une roue, en option).
Il effectua son premier vol en octobre 1983.
Il y a deux versions :
- La version A qui a une limitation du poids du pilote à 140 kg (nombre construit : 51)
- La version B où la limitation du poids du pilote est passée à 120 kg (nombre construit : 102)

Ce planeur est très présent au Japon, où environ 50 % de la flotte mondiale s'y trouve encore.